# Les Fourberies de Scapin (film, 1980)
Pour les articles homonymes, voir Les Fourberies de Scapin (homonymie).
Pour plus de détails, voir Fiche technique et Distribution.
Les Fourberies de Scapin est un film français réalisé par Roger Coggio, sorti en 1981, d’après la pièce de théâtre homonyme de Molière.

## Fiche technique
- Titre : Les Fourberies de Scapin
- Réalisation : Roger Coggio
- Adaptation : Bernard-G. Landry
- Production : Pierre Saint-Blancat
- Photographie : Claude Lecomte
- Montage : Raymonde Guyot
- Pays d’origine :  France
- Format : couleurs - mono
- Genre : comédie
- Durée : 107 minutes
- Date de sortie : 7 janvier 1981

## Distribution
- Roger Coggio : Scapin
- Michel Galabru : Géronte
- Jean-Pierre Darras : Argante
- Maurice Risch : Sylvestre
- Pierre-François Pistorio : Octave
- Cécile Paoli : Zerbinette
- Fanny Cottençon : Hyacinthe
- Vicente Cortes : Léandre
- Rose Thiéry : Nérine

## Lieu de tournage
Le film a été tourné en particulier dans la Rue Obscure de Villefranche-sur-Mer (Alpes-Maritimes)